# Reichsseuchengesetz
Das Reichsseuchengesetz (Gesetz, betreffend die Bekämpfung gemeingefährlicher Krankheiten)  war ein deutsches Gesetz vom 30. Juni 1900 zur Verhütung und Bekämpfung von Aussatz (Lepra), Cholera (asiatischer), Fleckfieber (Flecktyphus), Gelbfieber, Pest (orientalischer Beulenpest) und Pocken (Blattern). Es regelte neben einer Meldepflicht für diese Krankheiten auch Schutzmaßregeln, die gegenüber Kranken und krankheits- oder ansteckungsverdächtigen Personen angeordnet werden konnten, beispielsweise die Absonderung sowie für Gegenstände und Räume, von denen anzunehmen ist, dass sie mit dem Krankheitsstoffe behaftet sind, eine Desinfektion. 
Zu seiner Entstehung haben die Arbeiten Robert Kochs wesentlich beigetragen. Aufgrund des Reichsseuchengesetzes wurde der Reichsgesundheitsrat gegründet, der das Kaiserliche Gesundheitsamt unterstützte.
Am 6. Oktober 1900 wurden die ersten Ausführungsbestimmungen zur Bekämpfung der im Reichsseuchengesetz behandelten Krankheiten erlassen, denen bis in die 1950er Jahre weitere Ausführungsbestimmungen und Verordnungen folgten.
Am 1. Januar 1962 wurde das Reichsseuchengesetz durch das Bundes-Seuchengesetz abgelöst.